# Address Windowing Extension
Address Windowing Extension (AWE, engl. für Erweiterung (durch) Adressierungsfenster) ist eine Windows-Programmierschnittstelle zur Unterstützung von mehr als 4 GiB Hauptspeicher auf i386-kompatiblen 32-Bit-Plattformen.
AWE erlaubt es einem Programm, physische Adressbereiche zu reservieren und diese in den virtuellen Adressraum des Prozesses einzublenden. Falls der reservierte Speicherbereich größer ist als mit einem Mal eingeblendet werden kann, muss das Mapping umgeschaltet werden, um auf die übrigen Speicherbereiche zuzugreifen. Es kann dann stets nur auf einen Ausschnitt des reservierten Adressbereiches zugegriffen werden. Diese als „Overlay“ oder „Windowing“ bekannte Technik ist vom Prinzip her vergleichbar zu dem unter DOS angebotenen EMS-Speicher.
Mit der AWE können bis zu 236 Bytes (= 64 GiB) Hauptspeicher angesprochen werden.
Nutzbarer Speicher bei Windows 2000 Server 32-Bit-Versionen:
- Windows 2000 Standard Server: 4 GiB
- Windows 2000 Advanced Server: 8 GiB
- Windows 2000 Data Center Server: 64 GiB.

Nutzbarer Speicher bei Windows Server 2003 32-Bit-Versionen:
- Windows Server 2003 R2 Standard Edition: 4 GiB
- Windows Server 2003 R2 Enterprise Edition: 32 GiB
- Windows Server 2003 R2 Datacenter Edition: 64 GiB

Windows XP und Windows Vista (32-Bit-Versionen) sind aus Kompatibilitätsgründen (Treiber und PCI-Subsystem) auf 4 GiB beschränkt. Die AWE ist insoweit abhängig von der Physical-Address Extension (PAE) als ohne PAE-Technik die AWE-Funktionen keinen Arbeitsspeicher (RAM) über 4 GiB reservieren können.